# Мирненское сельское поселение (Ростовская область)
Мирненское сельское поселение — муниципальное образование в Дубовском районе Ростовской области.
Административный центр поселения — хутор Мирный.

## Состав сельского поселения
| № | Населённый пункт | Тип населённого пункта        | Население |
| - | ---------------- | ----------------------------- | --------- |
| 1 | Мирный           | хутор, административный центр | ↗592      |

## Население
| 2010 | 2012 | 2013 | 2014 | 2015 | 2016 | 2017 |
| ---- | ---- | ---- | ---- | ---- | ---- | ---- |
| 640  | ↘632 | ↘627 | ↘612 | ↘603 | ↗619 | ↗630 |
| 2018 | 2019 | 2020 | 2021 |      |      |      |
| ↘613 | ↘601 | ↘579 | ↗592 |      |      |      |